# HiPhi
HiPhi est un constructeur automobile basé à Shanghai, spécialisé dans la conception et le développement de véhicules électriques. HiPhi est la marque de la société Human Horizons axée sur le développement de véhicules à énergies renouvelables. 
Le premier véhicule, HiPhi X, a été lancé le 31 juillet 2019 et a une autonomie de 400 miles,,.